# Joshua King (calciatore 2007)
Joshua David Steven King (3 gennaio 2007) è un calciatore inglese, centrocampista del Fulham.

## Carriera

### Club
È cresciuto nel settore giovanile del Fulham, dove ha firmato il primo contratto professionistico nel gennaio del 2024. Ha debuttato in prima squadra il 27 agosto seguente nell'incontro di EFL Cup vinto 2-0 contro il Birmingham City, mentre l'esordio in Premier League è avvenuto il 5 dicembre contro il Brighton.

### Nazionale
Nel 2018 ha giocato con le nazionali giovanili inglesi Under-15, Under-16, Under-17, Under-18 ed Under-19.

## Statistiche

### Presenze e reti nei club
Statistiche aggiornate al 18 gennaio 2025.
| Stagione        | Squadra         | Campionato      | Campionato | Campionato | Coppe nazionali | Coppe nazionali | Coppe nazionali | Coppe continentali | Coppe continentali | Coppe continentali | Altre coppe | Altre coppe | Altre coppe | Totale | Totale | Totale |
| Stagione        | Squadra         | Comp            | Pres       | Reti       | Comp            | Pres            | Reti            | Comp               | Pres               | Reti               | Comp        | Pres        | Reti        | Pres   | Reti   |        |
| --------------- | --------------- | --------------- | ---------- | ---------- | --------------- | --------------- | --------------- | ------------------ | ------------------ | ------------------ | ----------- | ----------- | ----------- | ------ | ------ | ------ |
| 2024-2025       | Fulham          | PL              | 5          | 0          | FACup+CdL       | 1+1             | 0               | -                  | -                  | -                  | -           | -           | -           | 7      | 0      |        |
| Totale carriera | Totale carriera | Totale carriera | 5          | 0          |                 | 2               | 0               |                    | -                  | -                  |             | -           | -           | 7      | 0      |        |